# Ulan (equip ciclista)
L'equip Ulan (codi UCI: ULN) va ser un equip ciclista professional kazakh, que competí la temporada 2008. Va tenir categoria continental.

## Principals resultats

### A les grans voltes
- Giro d'Itàlia
  - 0 participacions
- Tour de França
  - 0 participacions
- Volta a Espanya
  - 0 participacions

## Composició de l'equip
|
| Llista de l'equip 2008               | Llista de l'equip 2008 | Llista de l'equip 2008   | Llista de l'equip 2008 |
| Ciclista                             | Data de naixement      | Equip previ              |                        |
| ------------------------------------ | ---------------------- | ------------------------ | ---------------------- |
| Gediminas Bagdonas                   | 26 de desembre de 1985 | Klaipeda-Splendid (2007) |                        |
| Linas Balčiūnas                      | 14 de febrer de 1978   | Agritubel (2007)         |                        |
| Ilià Txernixov                       | 6 de setembre de 1985  | Capec (2007)             |                        |
| Aleksandr Xuixemoin                  | 23 de febrer de 1987   |                          |                        |
| Valeri Dmítriev                      | 10 de octubre de 1984  |                          |                        |
| Aleksandr Diatxenko                  | 17 de octubre de 1983  | Capec (2007)             |                        |
| Dmitri Grúzdev                       | 13 de març de 1986     | Capec (2007)             |                        |
| Valentín Iglinski                    | 12 de maig de 1984     | Capec (2007)             |                        |
| Nazar Jumabekov                      | 3 de gener de 1987     | Capec (2006)             |                        |
| Egidijus Juodvalkis                  | 8 de abril de 1988     |                          |                        |
| Aleksei Kólessov (1 de gen–1 de jul) | 27 de setembre de 1984 | Astana (2007)            |                        |
| Simas Kondrotas                      | 1 de febrer de 1985    |                          |                        |
| Aidis Kruopis                        | 26 de octubre de 1986  | Klaipeda-Splendid (2007) |                        |
| Alexei Ljalko                        | 12 de gener de 1985    | Capec (2006)             |                        |
| Algirdas Mockus                      | 20 de octubre de 1986  |                          |                        |
| Ramūnas Navardauskas                 | 30 de gener de 1988    |                          |                        |
| Bolat Raimbekov                      | 25 de desembre de 1986 |                          |                        |
| Serguei Renev                        | 3 de febrer de 1985    |                          |                        |
| Ruslan Tleubàiev                     | 3 de juliol de 1987    |                          |                        |
|                                      |                        |                          |                        |
| Font: Cycling Quotient               |                        |                          |                        |

## Classificacions UCI
L'equip participa en les proves dels circuits continentals i principalment en les curses del calendari de l'UCI Europa Tour.
UCI Àsia Tour
| Temporada | Classificació per equips | Millor ciclista en la classificació individual |
| --------- | ------------------------ | ---------------------------------------------- |
| 2008      | 29è                      | Serguei Renev (78è)                            |

UCI Europa Tour
| Temporada | Classificació per equips | Millor ciclista en la classificació individual |
| --------- | ------------------------ | ---------------------------------------------- |
| 2008      | 45è                      | Aidis Kruopis (186è)                           |